# Intérêts communaux
Pour les articles homonymes, voir IC.
En Belgique, l'étiquette « Intérêts communaux » (IC) est attribuée à des listes politiques communales, indépendantes des partis politiques,. 
Dans beaucoup de communes wallonnes, elle fut à l'origine de tendance démocrate chrétienne, PSC puis CDH, mais dans certaines communes, l'appellation a été reprise pour une liste de coalition communale de candidats de partis traditionnels éventuellement associés à des candidats dits « indépendants ».
L'appellation permet de détacher la couleur politique d'un enjeu purement local. En principe, le premier qui dépose le nom aux élections peut l'utiliser ; parfois il est combiné au nom d'un parti et dans ce cas, il arrive que plusieurs listes portent cette dénomination. 
Parfois, le nom permet à une liste de s'auto-désigner comme « apartisane » ou à faire « obstacle à une identification aisée des listes », comme le fait le mouvement d'extrême droite Jeune Europe à Ixelles ou Ganshoren en 1964.